# Phorocera flavipalpis
Phorocera flavipalpis là một loài ruồi trong họ Tachinidae.